# Julian King
Sir Julian Beresford King KCVO CMG (Sutton Coldfield, 22 augustus 1964) is een Brits politicus, diplomaat en ambtenaar.
Van september 2016 tot en met november 2019 was hij Eurocommissaris belast met de Veiligheidsunie in de commissie-Juncker. Eerder was hij ambassadeur in Ierland en Frankrijk en directeur-generaal van de Northern Ireland Office.

## Biografie
King werd geboren in de West Midlands en ging naar de lokale Bishop Vesey's Grammar School in Sutton Coldfield. Hij studeerde later af met een BA in Filosofie en Theologie van de Universiteit van Oxford. Hij studeerde ook aan de École nationale d'administration in Parijs waar hij zijn latere vrouw leerde kennen. In 1985 werd hij actief bij het Britse Ministerie van Buitenlandse Zaken. Na het ontslag van commissaris Jonathan Hill als reactie op het referendum over de zogenaamde brexit, werd King door premier David Cameron voorgedragen als nieuwe Britse Eurocommissaris. Op 2 augustus 2016 maakte Commissievoorzitter Jean-Claude Juncker bekend voornemens te zijn King de nieuw te creëren portefeuille Veiligheidsunie toe te bedelen. Hij werd op 19 september 2016 door de Raad benoemd.

## Diplomatieke carrière
- 1985–1987 Ministerie van Buitenlandse Zaken in Londen
- 1987–1988 École nationale d'administration
- 1989–1990 Secretaris voor Britse Ambassadeur in Parijs
- 1991–1992 actief rond het Gemeenschappelijk Buitenlands- en Veiligheidsbeleid in Luxemburg, Den Haag, Lissabon en Londen
- 1993–1995 Londen, actief rond het Europees leger en de NAVO
- 1998–2002 Brussel, actief rond relaties met Turkije, GVDB, GBVB en uitbreiding van de Europese Unie
- 2003–2004 Adviseur en Hoofd van de Kanselarij van de Britse vertegenwoordiging bij de Verenigde Naties in New York (meer bepaald de Veiligheidsraad)
- 2004–2007 Permanent Vertegenwoordiger bij het Politiek- en Veiligheidscomité (PVC) in Brussel
- 2005 Voorzitter van het PVC tijdens het Britse voorzitterschap van de Raad van de Europese Unie
- 2008–2009 Kabinetschef van Brits Eurocommissaris Peter Mandelson en Hoge Vertegenwoordiger Catherine Ashton.
- 2009–2011 Ambassadeur in Ierland
- 2011–2014 Directeur-generaal van de Northern Ireland Office
- 2014–2015 Directeur-generaal Economische en Consulaire Zaken op het Britse Ministerie van Buitenlandse Zaken
- 2016 Ambassadeur in Frankrijk

## Onderscheidingen
King werd benoemd tot de Orde van Sint-Michaël en Sint-George (CMG) in 2006. Hij werd geridderd als Knight Commander in de Koninklijke Orde van Victoria (KCVO) door Elizabeth II in Belfast op 24 juni 2014, toen hij ontslag nam als directeur-generaal van de Northern Ireland Office.

## Persoonlijk leven
Hij trouwde met Lotte Knudsen in 1992 in Zuidwest Frankrijk. Ze hadden elkaar ontmoet in Parijs en hebben nog steeds een huis bij de plek waar ze trouwden. Lotte Knudsen werkte voor de Europese Commissie rond judiciële zaken.